# Maximiliaan de Cock van Neerijnen

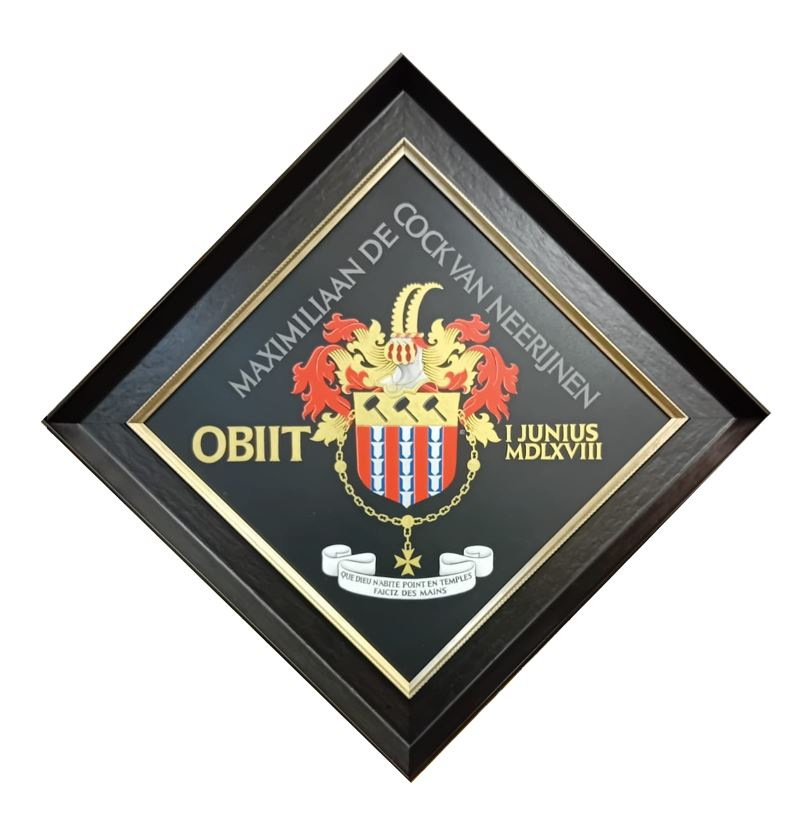
Herdenkingsbord voor Maximiliaan de Cock van Neerijnen.

Maximiliaan [van Blois] de Cock van Neerijnen (? – Brussel, 1 juni 1568) Heer van Eyerlant, Ridder van Malta, was een edelman uit een oud Gelders geslacht. Hij was een van de initiatiefnemers van het Verbond der Edelen en werd tijdens de Geuzenopstand onthoofd.

## Naam
Er is lang beweerd dat het geslacht De Cock afstamde van het Huis van Blois-Châtillon waarmee het familiewapen van De Cock ook grote overeenkomsten vertoont. Mogelijk koos Maximiliaan daarom de geslachtsnaam Van Blois als zijn nom de guerre.

## Leven

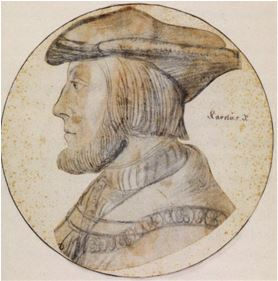
Maximiliaan van Glymes van Bergen, heer van Zevenbergen, grootvader van Maximiliaan de Cock van Neerijnen.

Zijn ouders waren Johan de Cock van Neerijnen († 1558) en Anna van Zevenbergen († 1545). Zijn moeder was een natuurlijke dochter van Maximiliaan van Glymes van Bergen († 1520) heer van Zevenbergen en ridder in de Orde van het Gulden Vlies, naar deze grootvader is Maximiliaan vernoemd.
Johan de Cock van Neerijnen werd door zijn schoonvader de heer van Zevenbergen aangesteld als schout (drossaard) van de dorpen Heeswijk, Dinther, Schijndel en Berlicum. Maximiliaan woonde tijdens zijn jeugd op het kasteel Heeswijk dat de familie daar bezat en wordt daarom in sommige bronnen ook De Cock van Heeswijk of heer van Heeswijk genoemd. Later werd zijn vader schout en dijkgraaf van stad en land van Zevenbergen. De heerlijkheid Zevenbergen zou overigens niet bij Anna van Zevenbergen terechtkomen. Na de dood van haar vader nam eerst haar oma deze honneurs waar, daarna ging de heerlijkheid naar haar oom Cornelis (o.a. Prins Bisschop van Luik) en ten slotte naar haar neef Jean de Ligne, graaf van Arenberg.
Vanaf 1556 diende Maximiliaan onder de graaf van Egmont. Hij vergezelde Egmont toen deze, in dienst van de Spaanse koning Filips II, de Fransen versloeg tijdens de slag bij Saint-Quentin (1557) en Grevelingen (1558). Na de vrede tussen het koninkrijk Frankrijk en Spanje, keerde Filips in augustus 1559 terug naar Spanje en benoemde zijn halfzus Margaretha van Parma tot landvoogdes van de Nederlanden. De landvoogdes liet zich adviseren door een paar vertrouwelingen, waaronder kardinaal Granvelle. De normaal zo invloedrijke hoge edelen uit de Raad van State, zoals Willem van Oranje, Egmont en Hoorne, zagen hun macht ingeperkt worden. Zij waren ontevreden over het gevoerde beleid omdat dat veel onrust veroorzaakte in de gewesten. Granvelle werd verantwoordelijk gehouden voor dit beleid en in 1561 verenigden de hoge edelen zich om de kardinaal weg te krijgen – wat in 1564 ook lukte. Nu zij de invloed weer terug dachten te hebben, wilden zij zich inzetten voor een ander beleid.

Maximilian behoorde tot het gevolg van graaf Lamoraal van Egmond, die namens de hoge edelen naar Spanje reisde om hun wensen over te brengen aan koning Philips II. Egmont meende dat hij de koning overtuigd had wat betreft de rol van de hoge adel in het landsbestuur en de verzachting van de religieuze vervolging, maar hij vergiste zich zwaar. Filips had integendeel besloten de hoge adel uit te schakelen. Na Egmonts terugkeer bleek uit brieven van de koning (Brieven uit het bos van Segovia) dat Filips II terugkwam op zijn beloftes.

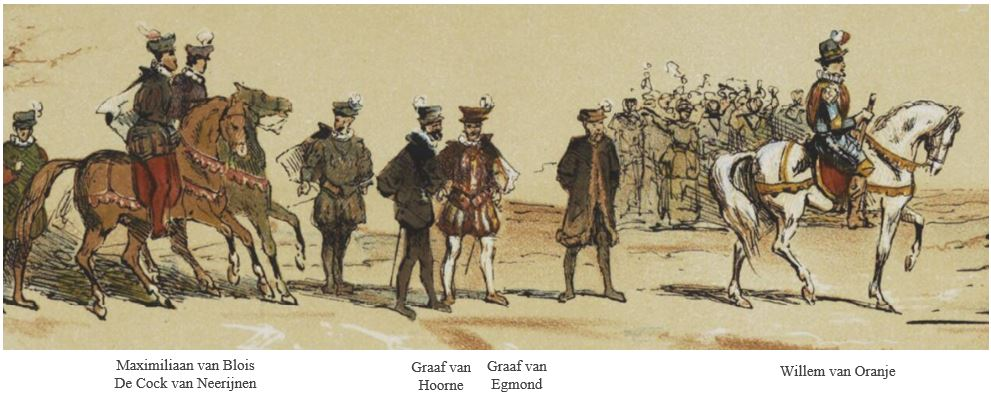
Maximiliaan de Cock van Neerijnen te paard achter Willem van Oranje, verbeeld tijdens de Maskerade in Utrecht in 1872.

Voor het driemanschap Oranje, Egmond en Horne was het te riskant om zich openlijk tegen de besluiten van de koning te keren. Zij lieten dit over aan enkele vertrouwelingen. De voornaamste onder hen waren Van Marnix, een gunsteling van de Prins van Oranje en Maximiliaan de Cock van Neerijnen, edelman en vertrouweling van de Graaf van Egmond. In december 1565 organiseerden zij een geheime bijeenkomst in het paleis van de graaf van Culemborg in Brussel. Hier werd voorgesteld om een bond van edelen op te richten tegen de strenge geloofsvervolging. In de loop van december vond in de woning van Nicolaas de Hames, heraut van het Gulden Vlies in Brussel een tweede bijeenkomst van edelen plaats. Tijdens deze bijeenkomst werd de oorkonde van het Eedverbond opgesteld met het doel van deze bond: opheffing van de inquisitie en verzachting van de plakkaten. Maximiliaan zou een van de eerste edelen zijn die dit document ondertekende. De oorkonde en afschriften werden nu ook ter tekening doorgezonden aan Lodewijk van Nassau en Hendrik van Brederode. Uiteindelijk zouden ruim 500 edelen, waaronder katholieken, het Compromis ondertekenen. Natuurlijk waren er ook edelen, zoals Jean de Ligne graaf van Arenberg die dit weigerde en het Spaanse gezag bleven steunen. Samen met de graaf van Megen lichtte Egmont de landvoogdes Margaretha in over het Eedverbond der Edelen.
Op 5 april 1566 werd het Smeekschrift der Edelen door een grote groep edelen aan Margaretha aangeboden. Hierbij was naast Maximiliaan en de graaf van Egmond ook Hendrik van Brederode aanwezig die hierbij de leiding nam. Kort daarna brak de Beeldenstorm (10 augustus 1566) uit en werd het verzet tegen de Spaanse overheersing in de Nederlanden groter. Als overtuigd katholiek keurde Egmont de Beeldenstorm ten zeerste af en uiteindelijk zwoer hij opnieuw trouw aan de Spaanse koning. Maximiliaan zat er anders in. Toen de rentmeester van de abdij van Egmond aan Maximiliaan vroeg of het waar was dat het Minderbroederklooster in Alkmaar gevaar liep was het antwoord van Maximiliaan niet erg bemoedigend: ‘Wat zou daaraan bedorven zijn, al werden ze allen gedestrueerd’. Ook uit de aan Maximiliaan toegeschreven uitspraak ‘que Dieu n' abite point en temples faictz des mains et ne peult estre contracté de mains d'hommes’ blijkt dat hij steeds meer afstand nam van het katholieke geloofsbeginsel. Ook zou hij in deze periode afscheid nemen van de graaf van Egmond. Tijdens de vergadering van het Eedverbond der Edelen in St. Truiden (14 juli 1566) nam Maximiliaan dienst onder Hendrik van Brederode die de geschiedenis in zou gaan als de grote geus.

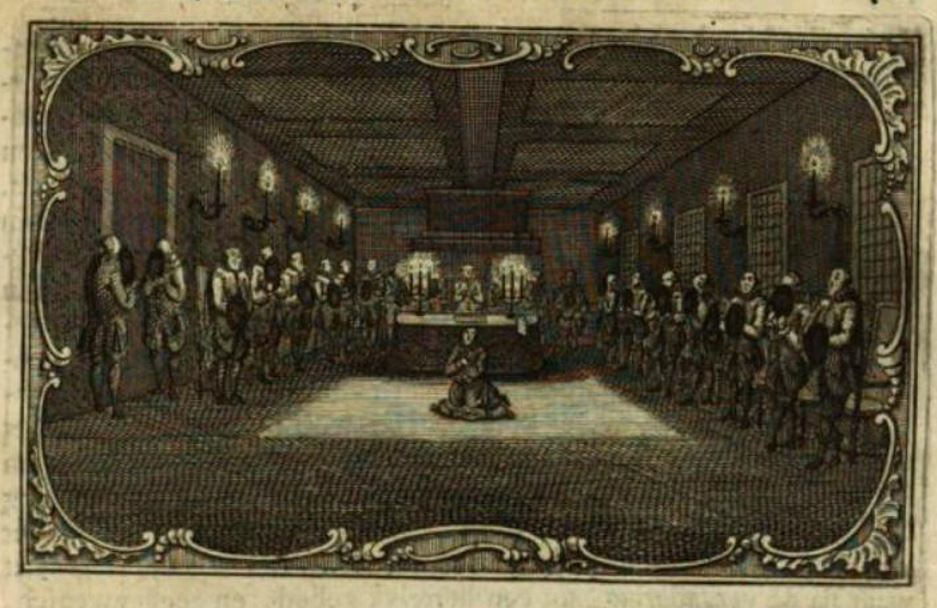
Prent van de oprichtingsvergadering van het Verbond der edelen. Achter de tafel staan: graaf Karel van Mansfeld, Lodewijk van Nassau, Hendrik van Brederode, graaf van Culemborg, Filips van Marnix, Maximiliaan van Blois de Cock van Neerijnen en Nicolaas de Hammes. Op de voorgrond gaat Franciscus Junius voor in het gebed.

Van Brederode wierf troepen te Antwerpen, bracht een aantal hiervan per schip naar Vianen, terwijl zijn commandant Bombergen 's-Hertogenbosch veroverde. Hendrik trachtte zich tevergeefs meester te maken van Utrecht en Amsterdam, maar het door hem bij Antwerpen samengebrachte legertje onder leiding van Jan van Marnix werd op 13 maart 1567 in de slag bij Oosterweel door generaal Beauvoir verslagen terwijl de steun door de Antwerpse calvinisten persoonlijk door Willem van Oranje werd tegengehouden. Van Brederode werd in maart van dat jaar tot kapitein-generaal van Amsterdam benoemd. Door het vertrek van Van Brederode uit Vianen werd Maximiliaan daar zijn plaatsvervanger en volgde hem op als kapitein-generaal van Vianen. Door gebrek aan geld voor soldij had Maximiliaan het echter moeilijk om het krijgsvolk in toom houden. Hij deed verschillende pogingen om van Bombergen en Van Brederode geld te krijgen, maar kon toch niet voorkomen dat zijn manschappen zich door plundering schadeloosstelden.
Toen na de val van Valencijn het verzet ineen zakte, verlieten Van Brederodes troepen Vianen. Nadat Hendrik van Brederode nog vergeefs gepoogd had weer bij Margaretha van Parma in de gunst te komen, week hij op 27 april 1567 uit naar Emden in Duitsland.
Op de vlucht voor de troepen van stadhouder Megen trok Maximiliaan met zijn geuzenlegertje verder. Op 1 mei kwamen ze in Hoorn, waar ze een beeldenstorm hielden in een opgeëist klooster. Maximiliaan en zijn medestrijders gijzelden een schipper om zich te onttrekken aan de naderende Megen. Op de Zuiderzee kaapten ze koopvaarders, tot ze op 5 mei in een hinderlaag liepen, toen een gestrand schip dat ze wilden nemen regeringstroepen bleek te bevatten, geleid door Ernst Mulard. In ketens werd Maximiliaan naar Harlingen gevoerd. Hij vroeg nog aan Ernst Mulard, kapitein van zijn oom Jan de Ligne, om hem vrij te laten maar het mocht niet baten.

## Dood
In plaats van direct te worden opgehangen, zoals veel anderen, werd Maximiliaan overgebracht naar het Kasteel van Vilvoorde. Hij zat er een jaar opgesloten waar hij werd verhoord door de Raad van Beroerten, ook wel de Bloedraad genoemd. Alle ondertekenaars van het eerste smeekschrift waren alleen om dat feit al schuldig aan majesteitsschennis, een ernstig vergrijp waar maar een straf op kon volgen: de doodstraf. Vanzelfsprekend probeerde Maximiliaan zijn eigen rol tijdens de ondervragingen zo klein mogelijk te houden. Bij het derde verhoor bekende hij toch dat hij het Eedverbond ondertekend had. Op 10 oktober 1567 kreeg hij te horen dat de Bloedraad, waarin ook zijn oom Jan van Ligne zitting had, hem ter dood had veroordeeld. Deze straf werd echter niet direct uitgevoerd en voorlopig bleef Maximiliaan in hechtenis.

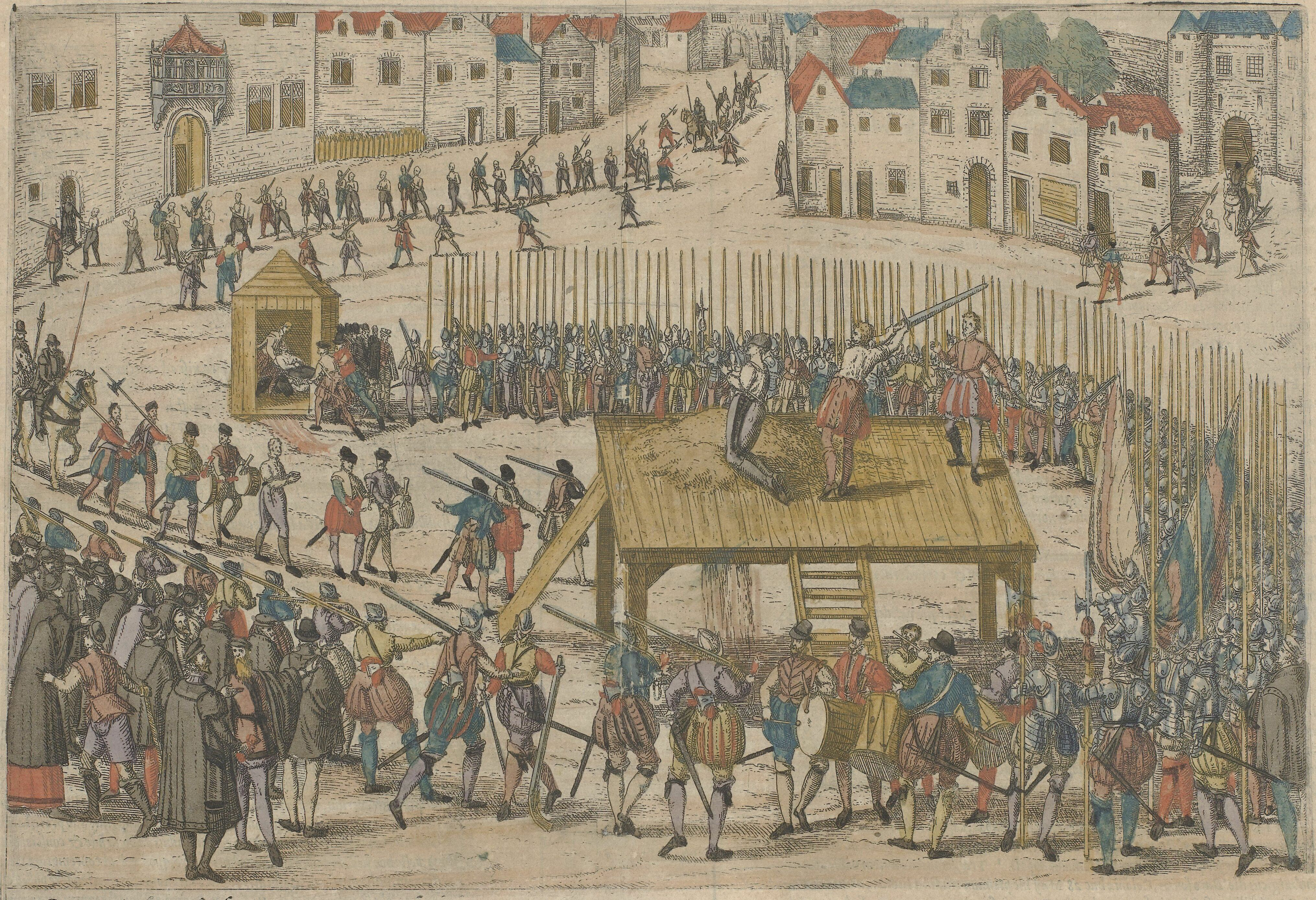
Onthoofding van Maximiliaan de Cock van Neerijnen en zeventien andere edelen op 1 juni 1568 te Brussel.

Lodewijk van Nassau deed in mei 1568 een inval in Groningen. Vervolgens werd Jean de Ligne door Alva naar de noordelijke gewesten gezonden om daar met Lodewijk van Nassau af te rekenen. In het zicht van de vijand wilde Arenberg de komst van versterkingen onder de graaf van Megen niet afwachten. In het treffen bij Heiligerlee op 23 mei 1568 vond Jean de Ligne de dood, waarna zijn troepen de aftocht bliezen. Kardinaal Granvelle beschreef zijn dood als een groot verlies voor het geloof en de koning. Arenberg werd begraven in een praalgraf in Zevenbergen (NB) in de St. Catharinakerk (1568) waar zich ook het graf van Maximiliaans moeder Anna van Zevenbergen bevindt.
Alva was zo kwaad over het verloop van de Slag bij Heiligerlee dat hij direct daarna overging tot de executie van gevangenen. Als onderdeel van een groep van achttien werd Maximiliaan op 1 juni 1568 op de Paardenmarkt van Brussel terechtgesteld. Tegelijk met hem werden o.a. ook de gebroeders Gijsbert en Dirk van Bronckhorst-Batenburg, Jakob van Ilpendam, Jan van Blois van Treslong en de twee Friezen, Sjoert Beima en Hartman Galama, onthoofd. Maximiliaan behoorden tot de zeven geëxecuteerden die volhardden in hun geloof. Hij werd onthoofd terwijl trommels zijn laatste woorden overstemden. Zijn hoofd werd op een staak geplaatst en zijn romp ernaast geëxposeerd. Vanwege zijn adellijke status werd hij na vier uren weggehaald en ongekist begraven in ongewijde grond bij de leprozenkapel van Schaarbeek. Vier dagen later waren de graaf van Horne en zijn vroegere heer de graaf van Egmond aan de beurt.
Een historicus schrijft hier later over: “Uw bloed vloeide niet te vergeefs. Dankbaar gedenkt het Nederlandsche volk uw grenzelooze opoffering, waardoor het nationaal gevoel ontwaakt is, waardoor de vrije Nederlandsche staat is ontstaan.

## Trivia
- op 1 april 1873 kwam Maximiliaan voor tijdens de maskerade "Neerlands verlossing 1 april 1572" in Utrecht en reed hij te paard achter Willem van Oranje.
- op 12 juli 1898 kwam Maximiliaan voor tijdens de maskerade "De Intocht der Verbonden Edelen binnen Brussel" in Delft ter gelegenheid van het 10de lustrum van het Delftsch Studenten Corps.
- In 2023 kreeg een nazaat in samenwerking met de Heemkundekring Zevenbergen toestemming van de NH Kerk in Zevenbergen om een gedenkbord voor Maximiliaan naast het graf van zijn moeder Anna van Zevenbergen te plaatsen.
- De Cock van Neerijnenstraat in Schijndel is naar Maximiliaan's vader vernoemd